# Crinia insignifera
Crinia insignifera är en groddjursart som beskrevs av Moore 1954. Crinia insignifera ingår i släktet Crinia och familjen Myobatrachidae. IUCN kategoriserar arten globalt som livskraftig. Inga underarter finns listade i Catalogue of Life.